# 布拉西
布拉西（法語：Brassy，法語發音：[bʁasi]）是法国涅夫勒省的一个市镇，位于该省东北部，属于克拉姆西区。

## 地理
布拉西（47°15'42"N, 3°56'8"E）面积54.15 平方千米，位于法国勃艮第-弗朗什-孔泰大區涅夫勒省，该省份为法国中部省份，北至约讷省，西北接卢瓦雷省，西接谢尔省，南至阿列省，东南接索恩-卢瓦尔省，东临科多尔省。
与布拉西接壤的市镇（或旧市镇、城区）包括：圣马丹迪皮、莫尔旺地区乌鲁、丹莱普拉斯、加科涅、洛尔姆、马里尼莱格利斯、蒙索什莱塞通。

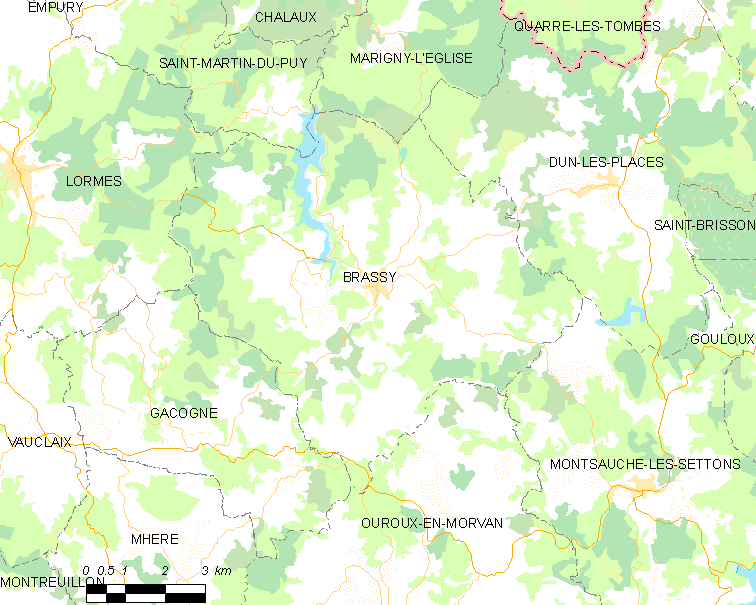
布拉西的OSM定位图

布拉西的时区为UTC+01:00、UTC+02:00（夏令时）。

## 行政
布拉西的邮政编码为58140，INSEE市镇编码为58037。

## 政治
布拉西所属的省级选区为科尔比尼县。

## 人口

1962-2008年间布拉西人口变化图示

布拉西于2022年1月1日时的人口数量为594人。